# Itacarambi (ort)
Itacarambi är en ort i Brasilien.   Den ligger i kommunen Itacarambi och delstaten Minas Gerais, i den östra delen av landet, 400 km öster om huvudstaden Brasília. Itacarambi ligger 442 meter över havet och antalet invånare är 13 084.
Terrängen runt Itacarambi är platt åt sydost, men åt nordväst är den kuperad.
Omgivningarna runt Itacarambi är huvudsakligen savann. Runt Itacarambi är det glesbefolkat, med 14 invånare per kvadratkilometer.